# Угне Мажутайтіте
Угне Мажутайтіте (14 березня 1997) — литовська плавчиня. Учасниця Чемпіонату світу з водних видів спорту 2017, де в попередніх запливах на дистанції 100 метрів на спині посіла 27-ме місце і не потрапила до півфіналів.